# Конституція Української Радянської Соціалістичної Республіки 1978
20 квітня 1978 року була ухвалена четверта і остання Конституція Української РСР. Зі змінами ця конституція діяла в Українській РСР, а потім у вже незалежній Україні до ухвалення нової Конституції України 28 червня 1996 року.
Початкова редакція Конституції складалася з преамбули, 10 розділів, 19 глав і 171 статті.
Протягом 1989—1995 років до тексту Конституції неодноразово вносилися зміни:
- 6 змін було внесено до проголошення незалежності України 24 серпня 1991 року (з них 5 — після ухвалення Декларації про державний суверенітет 16 липня 1990 року),
- 18 змін — після проголошення незалежності.

У період з 8 червня 1995 до 28 червня 1996 року Конституція діяла в частині, що не суперечила Конституційному Договору між Верховною Радою та Президентом України.

## Назва
Повна назва конституції — «Конституція (Основний Закон) Української Радянської Соціалістичної Республіки», з 17 вересня 1991 року — «Конституція (Основний Закон) України».
Підназва — «Прийнята на позачерговій сьомій сесії Верховної Ради Української РСР дев'ятого скликання 20 квітня 1978 року».

## Історія
До 1978 року в Українській РСР діяла Конституція, ухвалена у 1937 році. Вона була розроблена відповідно до положень Конституції СРСР 1936 року.

### Розробка Конституції СРСР (1962—1977)
У квітні 1962 року була сформована конституційна комісія, покликана виробити проєкт нової Конституції СРСР. Впродовж дворічної роботи комісії було внесено ряд змістовних пропозицій, спрямованих на розвиток демократичних засад у політичному житті країни. У проєкті називались нові громадсько-політичні інститути та інструменти впливу: система народного контролю, звітність державних діячів перед населенням, всенародне обговорення найважливіших законопроєктів, галузеві наради трудящих та ін. Передбачалась ротація депутатського корпусу, регламентація діяльності сесій. Проєкт надавав союзним республікам право налагоджувати не лише економічні і культурні, а й дипломатичні стосунки із зарубіжними країнами, мати республіканські військові формування. У нову Конституцію мали ввійти статті про особисту власність громадян та особисте підсобне господарство колгоспників, про дрібне приватне господарство. Проте консервативні тенденції взяли гору. У проєкті домінуючим залишалося положення про керівну і спрямовуючу роль КПРС і зростання її ролі в ході будівництва комунізму; про марксизм-ленінізм як ідеологічну основу суспільного і державного ладу СРСР та ін.
До кінця 60-х років ідея швидкого переходу до комуністичного суспільства поступово розчинилася в нових формулюваннях, що стають засадами суспільства «розвиненого соціалізму». Так, все наполегливіше підкреслюються такі моменти, як зміцнення законності, активне залучення громадян в управління громадськими справами, зростання ролі громадських організацій, зміцнення згуртованості громадян і розвиток громадського самоврядування тощо.
Робота над Конституцією СРСР тривала чимало років, остаточний проєкт було підготовлено у травні 1977 року. Тоді ж проєкт схвалено Пленумом ЦК КПРС. Президія Верховної Ради СРСР прийняла Указ «Про проєкт Конституції СРСР», на підставі якого проєкт виносився на обговорення громадськості, а на жовтень була призначена сесія Верховної Ради, покликана остаточно розглянути виправлений і доповнений проєкт. На сьомій позачерговій сесії Верховна Рада прийняла Декларацію про прийняття і оголошення Конституції СРСР (7 жовтня 1977). Тоді ж прийнято і закон про порядок введення в дію Конституції.

### Прийняття Конституції УРСР (1978)
Текст четвертої й останньої з Конституцій УРСР, що була прийнята 20 квітня 1978 року позачерговою сьомою сесією Верховної Ради УРСР дев'ятого скликання, розробила комісія на чолі з Першим секретарем ЦК КПУ В. Щербицьким. Конституція республіки укладалася відповідно до Конституції СРСР 1977 року і мало чим відрізнялася від останньої. Це повністю відповідало тенденції до так званої інтеграції правових норм і принципів на території СРСР як єдиної союзної держави, що насправді означало підвищення ваги та ролі загальносоюзних нормативних актів. І ця тенденція ще більше посилилась з прийняттям останньої Союзної Конституції.

### Еволюція Конституції
Упродовж 11 років Конституція УРСР 1978 року діяла без змін.

#### Перші зміни (1989—1991)
27 жовтня 1989 року Верховна Рада УРСР внесла перші зміни до Конституції, якими заклала нові принципи діяльності і виборів народних депутатів, а також змінила спосіб функціонування Верховної Ради УРСР. У той же день було прийнято новий закон про вибори народних депутатів, який дозволив провести перші конкурентні вибори до Верховної Ради УРСР у березні 1990 року.
З 24 жовтня 1990 року до 5 липня 1991 року Верховна Рада внесла 5 змін до Конституції, якими закріплювала у ній положення Декларації про державний суверенітет України, ухваленої 16 липня 1990 року, а також змінювала основи державної влади і управління в УРСР. Зокрема, змінами було визначено верховенство законів УРСР над союзним законодавством, утворено Кабінет Міністрів УРСР замість Ради Міністрів УРСР, засновано пост Президента УРСР, утворено Конституційний Суд УРСР, а також додано нову главу про статус Кримської АРСР. Одночасно Верховна Рада утворила Конституційну комісію, яка почала розробляти нову конституцію.

#### Конституція незалежної України (1991—1996)
Після проголошення незалежності України 24 серпня 1991 року, Конституція УРСР почала функціонувати як Конституція України, а змінами від 17 вересня було формально затверджено її нову назву «Конституція (Основний Закон) України».
З 17 вересня 1991 до 31 жовтня 1995 року до Конституції України було внесено ще 18 змін, якими уточнювалися повноваження Верховної Ради, Президента та Кабінету Міністрів, остаточно вилучалися згадки про СРСР та комуністичні чи соціалістичні цінності, вносилися зміни щодо судової системи тощо.
8 червня 1995 року між Верховною Радою та Президентом України був укладений Конституційний Договір, що тимчасово встановлював нові засади організації та функціонування державної влади в Україні на період до ухвалення нової Конституції. Договором встановлювалося, що положення чинної Конституції діють лише у частині, що узгоджується з цим Договором.
28 червня 1996 року Верховна Рада ухвалила нову Конституцію України. Одночасно втратили чинність Конституція України від 1978 року зі змінами та Конституційний Договір.

## Загальна характеристика
Система органів державної влади республіки порівняно з Конституцією УРСР 1937 зазнала деяких змін. Ради депутатів трудящих були перейменовані на ради народних депутатів. Строк повноважень Верховної Ради збільшувався до 5 років, інших рад — до 2,5 року. Певною новацією стала окрема глава про народних депутатів, що закріплювала їхній статус як повноважних представників народу, котрі керуються загальнодержавними інтересами. Депутат визнавався особою недоторканною, мав право запиту і міг бути в будь-який час відкликаний за рішенням більшості виборців у встановленому законом порядку.
Згідно з Конституцією УРСР 1978, найвищий орган державної влади — Верховна Рада УРСР — складався із 650 депутатів і скликався на чергові сесії двічі на рік. До виключної компетенції Верховної Ради належали питання внесення змін до Основного Закону; затвердження державних планів економічного і соціального розвитку УРСР, державного бюджету та звітів про їх виконання; утворення підзвітних органів. Право законодавчої ініціативи надавалося президії і постійним комісіям Верховної Ради УРСР, депутатам, Раді Міністрів УРСР, Верховному Суду УРСР, Прокуророві УРСР та громадським організаціям в особі їхніх республіканських органів. Президія Верховної Ради визначалася постійно діючим органом Верховної Ради, їй підзвітним, і в період між сесіями виконувала функції найвищого органу державної влади.
Найвищим виконавчим і розпорядчим органом державної влади визначався уряд — Рада Міністрів УРСР. Для вирішення питань, пов'язаних з керівництвом народним господарством, державним управлінням, як постійний орган Ради Міністрів діяла її президія. Республіканські міністерства і відомства підпорядковувалися Раді Міністрів безпосередньо, союзно-республіканські перебували в подвійному підпорядкуванні. Обласні, міські, районні в містах, селищні й сільські ради народних депутатів визначались органами державної влади на відповідних територіях і мали вирішувати всі питання місцевого значення, виходячи з інтересів громадян. Сесії рад скликалися не менш як 4 рази на рік. Їхніми виконавчими і розпорядчими органами були виконкоми. Правосуддя покладалося на Верховний Суд УРСР, обласні й Київський міський суди, районні (міські) народні суди, організація і порядок діяльності яких визначалися законами УРСР та СРСР. Вищий нагляд за точним й однаковим виконанням законів з боку державних органів, юридичних і фізичних осіб мав здійснювати Генеральний прокурор СРСР через призначуваних ним і підлеглих йому Прокурора УРСР та обласних прокурорів.
Більшість статей Конституції 1978 року мали декларативний характер, вони ніколи не були закріплені відповідними законами. Наприклад, гарантовані права і свободи; республіка проголошувалася суверенною, а основною ознакою цього суверенітету називалося право зносин з іншими державами; гарантією суверенітету нібито була норма на право вільного виходу з СРСР, хоча закону і механізму виходу не існувало.
Стаття 6 встановлювала політичну монополію у державі єдиної комуністичної партії. Отож створення інших партій було неконституційним і вело за собою притягнення до кримінальної відповідальності.
Конституція змінила назву рад депутатів трудящих на народних депутатів, затвердила державну символіку, яка зазнала змін у кінці 40-х років та адміністративний устрій у складі 25-ти областей, після адміністративних реформ 50—60-х років.
Загалом, Конституція УРСР була повною рецепцією загальносоюзної.
Особливістю Основного Закону 1978 року є розгорнута, пафосна, ідеологічно-політична преамбула, що відображала доктрину «загальнонародної держави» в контексті ідеології «переходу до комуністичного суспільства». Преамбула складалася з 325 слів (для порівняння — преамбула Конституції 1996 року складається з 97 слів). Складена від імені «Народу УРСР» (преамбула Конституції 1996 року — від імені Верховної Ради України), вона містила згадки про «Велику Жовтневу соціалістичну революцію», В. І. Леніна, «розвинуте соціалістичне суспільство», «радянський народ», «ленінську національну політику», «ідеї наукового комунізму», боротьбу з «буржуазно-націоналістичною контрреволюцією, експлуататорами, поміщиками і капіталістами». Преамбула була вилучена Законом України від 17 вересня 1991 року після проголошення незалежності України.

## Структура Конституції
Початкова редакція складалася з преамбули, 10 розділів, 19 глав і 171 статті.
| Глава | Назва                                                              | Статті  |
| --- | ------------------------------------------------------------------ | ------- |
| | Преамбула                                                          |         |
| І. Основи суспільного ладу і політики Української РСР                                                      |                                                                    |         |
| 1 | Політична система                                                  | 1—9     |
| 2 | Економічна система                                                 | 10—18   |
| 3 | Соціальний розвиток і культура                                     | 19—27   |
| 4 | Зовнішньополітична діяльність і захист соціалістичної Вітчизни     | 28—30   |
| II. Держава і особа                                                                                        |                                                                    |         |
| 5 | Громадянство Української РСР. Рівноправність громадян              | 31—36   |
| 6 | Основні права, свободи і обов'язки громадян Української РСР        | 37—67   |
| III. Національно-державний і адміністративно-територіальний устрій Української РСР                         |                                                                    |         |
| 7 | Українська РСР — союзна республіка в складі СРСР                   | 68—75   |
| 8 | Адміністративно-територіальний устрій Української РСР              | 76—77   |
| IV. Ради народних депутатів Української РСР і порядок їх обрання                                           |                                                                    |         |
| 9 | Система і принципи діяльності Рад народних депутатів               | 78—83   |
| 10 | Виборча система                                                    | 84—91   |
| 11 | Народний депутат                                                   | 92—96   |
| V. Найвищі органи державної влади і управління Української РСР                                             |                                                                    |         |
| 12 | Верховна Рада Української РСР                                      | 97—114  |
| 13 | Рада Міністрів Української РСР                                     | 115—123 |
| VI. Місцеві органи державної влади і управління в Українській РСР                                          |                                                                    |         |
| 14 | Місцеві Ради народних депутатів                                    | 124—131 |
| 15 | Виконавчі комітети місцевих Рад народних депутатів                 | 132—138 |
| VII. Державний план економічного і соціального розвитку Української РСР і Державний бюджет Української РСР |                                                                    |         |
| 16 | Державний план економічного і соціального розвитку Української РСР | 139—144 |
| 17 | Державний бюджет Української РСР                                   | 145—148 |
| VIII. Правосуддя, арбітраж і прокурорський нагляд                                                          |                                                                    |         |
| 18 | Суд і арбітраж                                                     | 149—161 |
| 19 | Прокуратура                                                        | 162—165 |
| IX. Герб, прапор, гімн і столиця Української РСР                                                           | IX. Герб, прапор, гімн і столиця Української РСР                   | 166—169 |
| X. Дія Конституції Української РСР і порядок її зміни.                                                     | X. Дія Конституції Української РСР і порядок її зміни.             | 170—171 |

### Основні положення
— Українська Радянська Соціалістична Республіка є соціалістична загальнонародна держава, яка виражає волю й інтереси робітників, селян та інтелігенції, трудящих республіки всіх національностей (1).
— Організація і діяльність Радянської держави будуються відповідно до принципу демократичного централізму: виборності всіх органів державної влади знизу доверху, підзвітності їх народові, обов'язковості рішень вищестоящих органів для нижчестоящих (3).
— Керівною і спрямовуючою силою радянського суспільства, ядром його політичної системи, державних і громадських організацій є Комуністична партія Радянського Союзу (6).
— Основу економічної системи Української РСР становить соціалістична власність на засоби виробництва у формі державної (загальнонародної) і колгоспно-кооперативної власності (10).
— Основу особистої власності громадян Української РСР становлять трудові доходи. В особистій власності можуть бути предмети вжитку, особистого споживання, комфорту і підсобного домашнього господарства, жилий будинок і трудові заощадження (13).
— Від кожного — за здібностями, кожному — за працею (14).
— Соціальну основу Української РСР становить непорушний союз робітників, селян та інтелігенції (19).
— Вільний розвиток кожного є умова вільного розвитку всіх (20).
— Українська РСР у зовнішньополітичній діяльності керується цілями, завданнями та принципами зовнішньої політики, визначеними Конституцією СРСР (28).
— Відповідно до Конституції РСР захист соціалістичної Вітчизни належить до найважливіших функцій держави і є справою всього народу. З метою захисту соціалістичних завоювань, мирної праці радянського народу, суверенітету і територіальної цілісності держави створено Збройні Сили СРСР і встановлено загальний військовий обов'язок. Обов'язок Збройних Сил СРСР перед народом — надійно захищати соціалістичну Вітчизну, бути в постійній бойовій готовності, яка гарантує негайну відсіч будь-якому агресорові (29).
— Кожний громадянин Української РСР є громадянином СРСР (31).
— Громадяни Української РСР мають право на працю, — тобто на одержання гарантованої роботи з оплатою праці відповідно до її кількості та якості і не нижче встановленого державою мінімального розміру (38).
— Громадянам Української РСР відповідно до цілей комуністичного будівництва гарантується свобода наукової, технічної і художньої творчості (45).
— Громадянам Української РСР гарантується свобода совісті, тобто право сповідувати будь-яку релігію або не сповідувати ніякої, відправляти релігійні культи або вести атеїстичну пропаганду. Розпалювання ворожнечі і ненависті у зв'язку з релігійними віруваннями забороняється. Церква в Українській РСР відокремлена від держави і школа — від церкви (50).
 — Обов'язок і справа честі кожного здатного до праці громадянина Української РСР — сумлінна праця в обраній ним галузі суспільно корисної діяльності, додержання трудової дисципліни. Ухилення від суспільно корисної праці є несумісним з принципами соціалістичного суспільства (58).
— Зрада Батьківщини — найтяжчий злочин перед народом (60).
— Українська Радянська Соціалістична Республіка — суверенна радянська соціалістична держава. Українська РСР забезпечує за Союзом РСР в особі його найвищих органів державної влади і управління права, визначені статтею 73 Конституції СРСР. Поза межами, зазначеними в статті 73 Конституції СРСР, Українська РСР самостійно здійснює державну владу на своїй території (68).
— Українська РСР зберігає за собою право вільного виходу з СРСР (69).
— Закони СРСР є обов'язковими на території Української РСР (71).
— В Українській Радянській Соціалістичній Республіці є області: Вінницька, Волинська, Ворошиловградська, Дніпропетровська, Донецька, Житомирська, Закарпатська, Запорізька, Івано-Франківська, Київська, Кіровоградська, Кримська, Львівська, Миколаївська, Одеська, Полтавська, Ровенська, Сумська, Тернопільська, Харківська, Херсонська, Хмельницька, Черкаська, Чернівецька і Чернігівська. Містами республіканського підпорядкування в Українській РСР є Київ і Севастополь (77).
— Ради народних депутатів — Верховна Рада Української РСР, обласні, районні, міські, районні в містах, селищні та сільські Ради народних депутатів — становлять єдину систему органів державної влади (78).
— Найвищим органом державної влади Української РСР є Верховна Рада Української РСР. Закони Української РСР приймаються Верховною Радою Української РСР або народним голосуванням (референдумом), що проводиться за рішенням Верховної Ради Української РСР (97).
— Верховна Рада Української РСР обирається громадянами Української РСР у складі 650 депутатів (98).
— Рада Міністрів Української РСР — Уряд Української РСР — є найвищим виконавчим і розпорядчим органом державної влади Української РСР (115).
— Органами державної влади в областях, районах, містах, районах у містах, селищах і селах Української РСР є обласні, районні в містах, селищні, сільські Ради народних депутатів (124).
— Державний бюджет Української РСР є складовою частиною єдиного державного бюджету СРСР (145).
— Правосуддя в Український РСР здійснюється тільки судом (149).
— Всі суди Української РСР утворюються на засадах виборності суддів і народних засідателів (150).
— Суддя і народні засідателі є незалежними й підкоряються тільки законові (153).
— Ніхто не може бути визнаний винним у вчиненні злочину, а також підданий кримінальному покаранню інакше як за вироком суду й відповідно до закону (158).
 — Вирішення господарських спорів між підприємствами, установами й організаціями здійснюється органами державного арбітражу в межах їх компетенції (161).
— Найвищий нагляд за точним і однаковим виконанням законів усіма міністерствами, державними комітетами й відомствами, підприємствами, установами та організаціями, виконавчими і розпорядчими органами місцевих Рад народних депутатів, колгоспами, кооперативними та іншими громадськими організаціями, службовими особами, а також громадянами на території Української РСР здійснюється Генеральним прокурором СРСР і підлеглими йому Прокурором Української РСР і нижчестоящими прокурорами (162).

## Зміни до Конституції
Протягом 1989—1995 років до тексту Конституції було внесено 24 зміни (6 до проголошення незалежності України та 18 — після).
| № з/п                                                       | Номер закону | Дата ухвалення    | Короткий зміст |
| ----------------------------------------------------------- | ------------ | ----------------- | --- |
| 1                                                           | 8303-XI      | 27 жовтня 1989    | Викладено у новій редакції три глави: - Глава 9 «Система і принципи діяльності Рад народних депутатів» (статті 78–83), - Глава 10 «Виборча система» (статті 84–91), - Глава 12 «Верховна Рада Української РСР» (статті 97–114); - та внесено зміни до повʼязаних статей.                                   |
| 2                                                           | 404-XII      | 24 жовтня 1990    | Чисельні зміни у звʼязку з прийняттям Декларації про державний суверенітет, зокрема: - вилучено статтю 6 про керівну роль КПРС; - визначено верховенство законів УРСР над союзним законодавством; - введено поняття Конституційного Суду УРСР; - викладено у новій редакції Главу 19 «Прокуратура».        |
| 3                                                           | 983-XII      | 18 квітня 1991    | У пункті 4 статті 108 «Голову Ради Міністрів УРСР» замінено на «Прем'єр-міністра УРСР». |
| 4                                                           | 1048-XII     | 21 травня 1991    | - Внесено зміни до статей 115 та 116, якими найвищим органом державного управління УРСР визначено Кабінет Міністрів УРСР замість Ради Міністрів УРСР. - Главу 13 «Рада Міністрів Української РСР» перейменовано на «Кабінет Міністрів Української РСР».                                                    |
| 5                                                           | 1213а-XII    | 19 червня 1991    | Внесено чисельні зміни, зокрема: - додано нову Главу 7-1 «Кримська АРСР»; - змінено значну частину статей Глави 13 «Кабінет Міністрів Української РСР» — вилучено згадки про «Раду Міністрів». |
| 6                                                           | 1293-XII     | 5 липня 1991      | Внесено зміни у звʼязку із заснуванням поста Президента УРСР — додано нову Главу 12-1 «Президент Української РСР». |
| Після проголошення незалежності України 24 серпня 1991 року |              |                   | |
| 7                                                           | 1554-XII     | 17 вересня 1991   | Внесено зміни у звʼязку з проголошенням незалежності України, зокрема: - виключено преамбулу про роль жовтневої революції; - скрізь у назві і тексті слова «Українська РСР» замінено на «Україна». |
| 8                                                           | 1791-XII     | 5 листопада 1991  | Викладено у новій редакції Главу 19 «Прокуратура» у звʼязку з прийняттям нового закону «Про прокуратуру». |
| 9                                                           | 2113-XII     | 14 лютого 1992    | Викладено у новій редакції чисельні положення щодо повноважень Верховної Ради, Президента та Кабінету Міністрів. |
| 10                                                          | 2401а-XII    | 3 червня 1992     | Викладено у новій редакції частину першу статті 112, що визначала склад Конституційного Суду. (Раніше у цей день було прийнято новий закон «Про Конституційний Суд України».) |
| 11                                                          | 2462-XII     | 17 червня 1992    | Викладено у новій редакції статтю 149 про систему судів України. |
| 12                                                          | 2463-XII     | 17 червня 1992    | Викладено у новій редакції статтю 152 щодо розгляду цивільних і кримінальних справ. |
| 13                                                          | 2480-XII     | 19 червня 1992    | Внесено чисельні зміни, якими виключено згадки про СРСР та комуністичні чи соціалістичні цінності. |
| 14                                                          | 2734-XII     | 27 жовтня 1992    | Викладено у новій редакції частину першу статті 116 щодо складу Кабінету Міністрів. |
| 15                                                          | 2735-XII     | 27 жовтня 1992    | Викладено у новій редакції статтю 104, пункт 5 статті 114-5 та частину другу статті 114-9, якими уточнюється необхідна кількість депутатів для прийняття рішень. |
| 16                                                          | 2796-XII     | 18 листопада 1992 | Тимчасово зупинено (на 6 місяців) дію пункту 13 статті 97 (повноваження Верховної Ради щодо законодавчого регулювання економічної діяльності) та пункту 7-4 статті 114-5 (повноваження Президента ухвалювати укази з питань економічної реформи) та делеговано відповідні повноваження Кабінету Міністрів. |
| 17                                                          | 2885-XII     | 19 грудня 1992    | Деталізовано процедуру ухвалення та моніторингу декретів Кабінету Міністрів з економічних питань. |
| 18                                                          | 3224-XII     | 21 травня 1993    | Президенту повернено повноваження ухвалювати укази з питань економічної реформи. |
| 19                                                          | 3622-XII     | 17 листопада 1993 | Робочий тиждень зменшено з 41 до 40 годин. |
| 20                                                          | 3851-XII     | 20 січня 1994     | Дозволено Президенту скасовувати акти органів виконавчої влади Республіки Крим у разі невідповідності їх Конституції, законам України чи указам Президента. |
| 21                                                          | 4013-XII     | 24 лютого 1994    | Викладено у новій редакції статті 149 та 150 про систему судів та суддів. |
| 22                                                          | 171/94-ВР    | 21 вересня 1994   | - Скрізь у тексті замінено слова «Кримська АРСР» та «Республіка Крим» на «Автономна Республіка Крим» (АРК). - Дозволено Верховній Раді України достроково припиняти повноваження Верховної Ради АРК та зупиняти дію і скасовувати її правові акти.                                                         |
| 23                                                          | 24/95-ВР     | 25 січня 1995     | Внесено згадки про Антимонопольний комітет України, його Голову та його державних уповноважених. |
| 24                                                          | 405/95-ВР    | 31 жовтня 1995    | Викладено у новій редакції частину другу статті 56 щодо права громадян оскаржувати до суду рішення державних органів та юридичних чи службових осіб у сфері управлінської діяльності. |